# 리롱하오
리롱하오(중국어 간체자: 李荣浩, 정체자: 李榮浩, 병음: Lǐ Rónghào, 한자음: 이영호), 1985년 7월 11일 ~ )는 중국의 가수이다.